# قتل در سابوربیا
قتل در سابوربیا (انگلیسی: Murder in Suburbia) یک مجموعهٔ تلویزیونی درام بریتانیایی است که در سال ۲۰۰۴ از شبکهٔ آی‌تی‌وی پخش شد.

## بازیگران
- کارولین کتز
- لیسا فالکنر
- جرمی شفیلد
- گلن دیویس
- استوارت نرس
- فیلیپ جکسون
- سو هولدرنس
- لینزی بکستر